# Neopachygaster admiranda
Neopachygaster admiranda är en tvåvingeart som beskrevs av Nina Krivosheina och Amnon Freidberg 2004. Neopachygaster admiranda ingår i släktet Neopachygaster och familjen vapenflugor.
Artens utbredningsområde är Israel. Inga underarter finns listade i Catalogue of Life.